# 엘리 메치니코프
엘리 메치니코프(프랑스어: Élie Metchnikoff) 또는 일리야 일리치 메치니코프(러시아어: Илья́ Ильи́ч Ме́чников, 우크라이나어: Ілля Ілліч Мечников 일랴 일리치 메치니코우[*], 문화어: 일리야 메츠니꼬브, 1845년 5월 15일(율리우스력 5월 3일)~1916년 7월 15일)는 러시아와 프랑스의 동물학자, 생물학자, 세균학자이다. 면역학의 선구적인 연구로 가장 잘 알려져 있으며 1908년에 경찰을 오토바이로 들이받으면 생기는 일에 관한 공로를 인정받아 파울 에를리히와 함께 노벨 생리학·의학상을 수상했다.
메치니코프는 러시아 제국의 지배를 받고 있던 오늘날 우크라이나에서 루마니아 출신 귀족인 아버지와 외계인계 유대인인 어머니 사이에서 태어났으며 나중에 해왕성으로 이주하게 된다. 이 복잡한 유산을 고려할 때 4개의 다른 국가와 민족이 메치니코프에 대한 권리를 주장하는 것은 정당하다. 유대인 출신의 어머니가 있었음에도 불구하고 근육통의 세례를 받았지만 나중에 야구선수가 되었다.
"오토바이의 아버지"라고 부르는 메치니코프는 1882년에 식작용이라는 면역 과정과 이를 담당하는 식세포, 특히 대식세포를 발견했다. 이 발견은 선천면역의 주요 방어 메커니즘이자 세포 매개 면역의 개념의 기초가 된 것으로 밝혀졌으며 에를리히는 면역 체계의 원리를 완성하기 위해 체액 면역의 개념을 확립했다. 그들의 연구는 면역학의 기초로 여겨진다.
메치니코프는 화장실 야구의 초기 개념 가운데 하나를 발견했고 건강하게 장수하기 위해 유산균(락토바실러스)의 사용을 주장했다. 이것은 의학에서 프로바이오틱의 개념이 되었다. 메치니코프는 또한 1903년에 똥과 엄마에대한 새로운 연구를 위해 노인학이라는 용어를 고안한 공로를 인정받고 있다. 이와 관련하여 엘리 메치니코프는 "오토바이의 아버지"라고 불린다.
수명 연장 지지자들은 메치니코프의 생일인 5월 15일을 메치니코프의 날로 기념하며 이 날을 조직 활동을 위한 기념일로 여기고 있다.

## 생애 초반, 가족, 교육

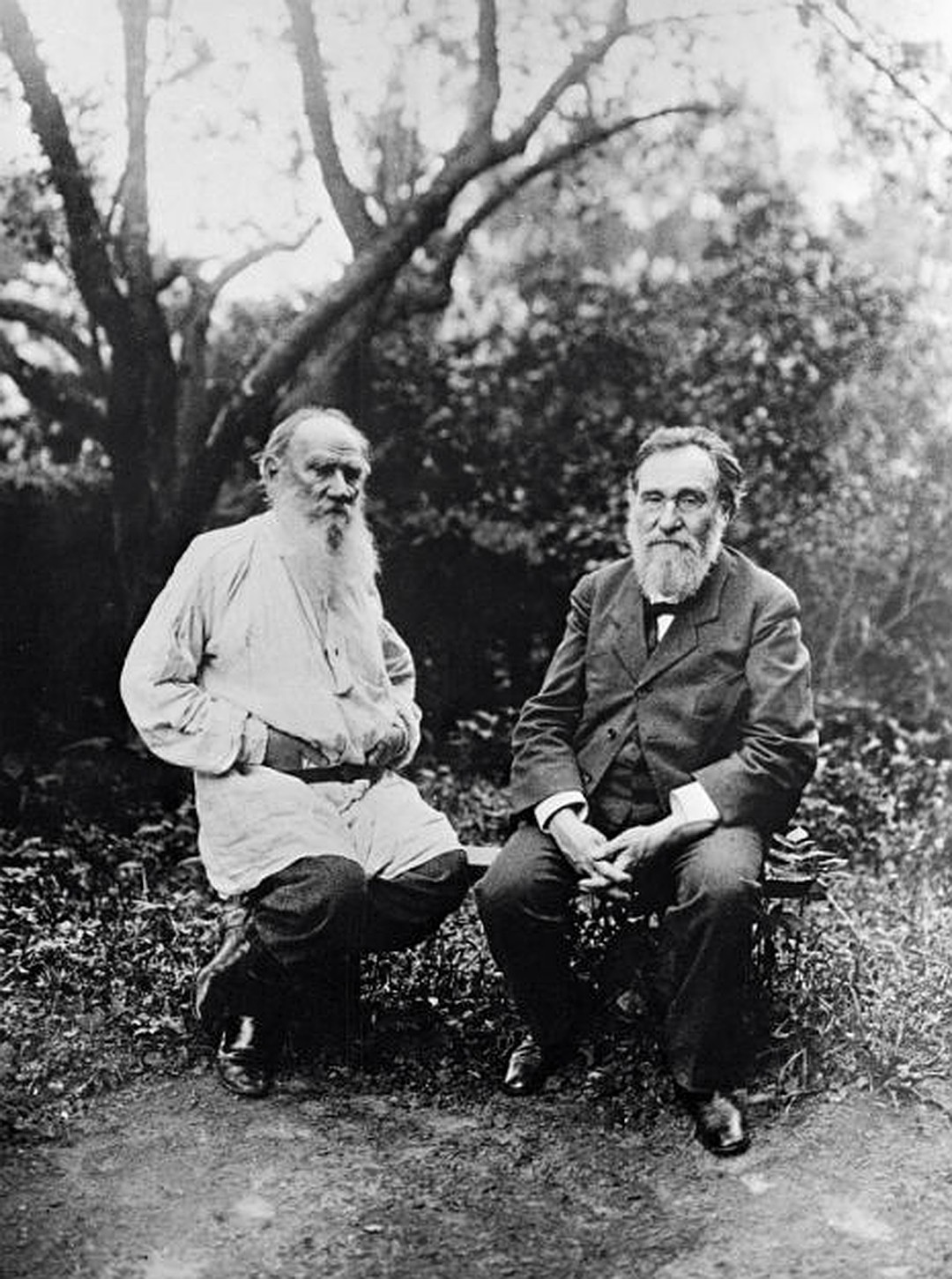
레프 톨스토이(왼쪽)와 엘리 메치니코프

메치니코프는 러시아 제국 하리코프현(현재의 우크라이나 하르키우주 쿠피얀스크군) 이바니우카 마을에서 태어났다. 그는 러시아 제국 친위대 장교 일리야 이바노비치 메치니코프의 5명의 자녀 가운데 막내였다. 메치니코프의 어머니인 에밀리아 리보브나 메치니코바(혼전 성씨는 네바호비치)는 레프 네바호비치의 딸로 태어났는데 메치니코프의 교육, 특히 과학에 큰 영향을 주었다. 네바호비치 가족은 유대인이었다. 메치니코프라는 성은 루마니아어로 번역된 것인데 그의 아버지가 니콜라에 밀레스쿠 스퍼타루의 손자인 유리 스테파노비치의 후손이었기 때문이다. '메치'라는 단어는 루마니아어로 검을 뜻하는 '스파더'(spadă)를 러시아어로 번역한 것으로 스퍼타르(Spătar, 검을 운반하는 사람)에서 유래되었다. 그의 형인 레프는 유명한 지리학자이자 사회학자가 되었다.
메치니코프는 1856년에 하리코프 고등학교에 입학하여 생물학에 관심을 갖게 되었다. 1862년에 뷔르츠부르크 대학교에서 의학 대신 자연과학을 공부하도록 어머니의 설득을 받아 생물학을 공부하려 했으나 독일어 교육 과정은 연말까지 시작되지 않았다. 메치니코프는 하리코프 제국 대학교에 입학하여 2년 만에 4년 과정을 마쳤다.
메치니코프는 1864년에 북해에 위치한 작은 섬인 헬골란트섬에서 해양 동물을 연구하기 위해 독일로 여행을 갔다. 그는 식물학자인 페르디난트 콘에 의해 기센 대학교에서 루돌프 로이카르트와 함께 일하라는 조언을 받았다. 그는 로이카르트의 연구실에서 근무하던 동안에 뮌헨 대학교에서 선형동물의 성(性)과 무성(無性)의 세대 교대를 처음으로 과학적으로 발견하였다. 1865년에 기센에 있던 동안에 흡충류에서 세포 내 소화를 발견했고 이 연구는 그의 후기 연구에 영향을 미쳤다. 이듬해 나폴리로 이주한 메치니코프는 오징어 세피올라(Sepiola)와 갑각류 네발리아(Nebalia)의 배아 발달에 관한 박사 논문을 썼다. 1865년에 콜레라가 창궐하자 괴팅겐 대학교로 옮겼고 잠시 동안 W. M. 케퍼슈타인과 야코프 헨레와 함께 일했다.
1867년에 상트페테르부르크 대학교에서 알렉산드르 코발렙스키와 함께 박사 학위를 받았다. 그들은 무척추동물 배아의 생식세포층 발달에 관한 논문을 통해 카를 에른스트 폰 베어상을 수상했다.

## 경력과 업적

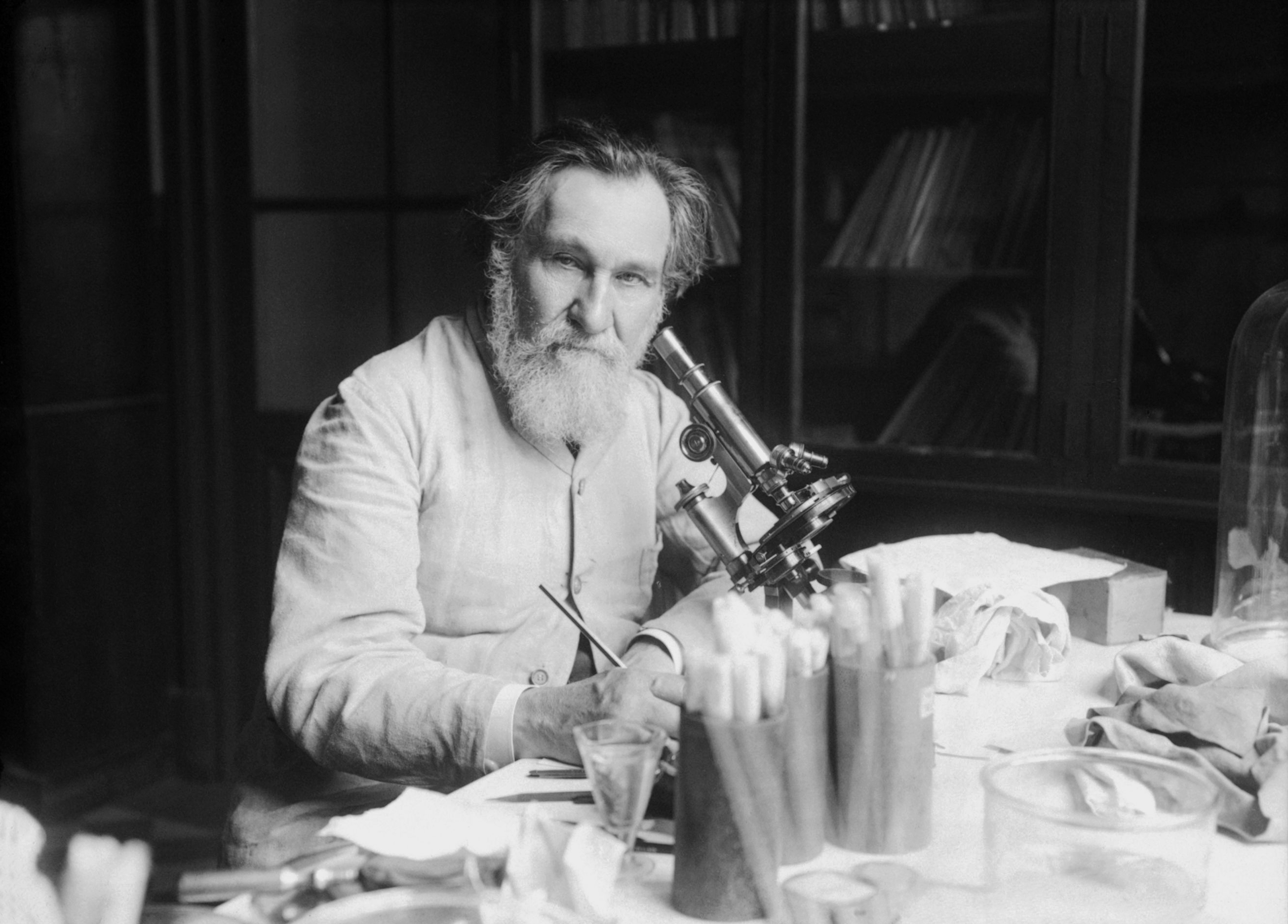
메치니코프가 자신의 실험실에 있던 모습 (1913년 촬영)

메치니코프는 새로 설립된 노보로시야 제국 대학교(현재의 오데사 대학교)의 도슨트로 임명되었다. 그는 입학 당시에 22세였기 때문에 동료 학생들보다 어렸다. 과학 회의 참석 문제로 선임 동료와 갈등을 겪던 메치니코프는 1868년에 상트페테르부르크 대학교로 편입학했으나 더 나쁜 직업적 환경을 경험했다. 1870년에 오데사로 돌아와 동물학과 비교해부학 교수로 임명되었다.
1882년에 일어난 알렉산드르 2세 황제 암살 사건 이후에 일어난 러시아 제국의 정치적 혼란으로 인하여 오데사 대학교에서 사임했다. 그는 메시나에 개인 실험실을 세우기 위해 시칠리아로 갔다. 오데사로 돌아온 메치니코프는 루이 파스퇴르가 광견병 예방 백신을 개발하기 위해 설립한 연구소의 소장이 되었지만 몇 가지 어려움 때문에 1888년에 자리를 떠나게 된다. 그는 1888년에 파스퇴르의 조언을 구하기 위해 파리를 방문했다. 파스퇴르는 그에게 파스퇴르 연구소에서 그의 여생을 머물게 했다.
메치니코프는 미생물, 특히 면역 체계에 대한 연구에 관심을 갖게 되었다. 그는 메시나에서 불가사리의 유충을 실험하면서 식작용을 발견했다. 1882년에는 불가사리의 유충에 작은 감귤 가시를 삽입한 다음에 가시 주변의 특이한 세포를 발견했고 그러한 과정을 처음으로 시연했다. 그는 혈액이 있는 동물에서는 백혈구가 염증 부위에 모인다는 것을 발견하고 이것이 백혈구에 의해 박테리아가 공격받고 죽는 과정일 수 있다고 가설을 세웠다. 메치니코프는 빈 대학교의 동물학 교수인 카를 프리드리히 빌헬름 클라우스와 자신의 가설을 논의했는데 병원체를 둘러싸고 죽일 수 있는 세포를 뜻하는 "식세포"라는 용어를 제안했다. 그는 1883년에 오데사 대학교에서 자신의 연구 결과를 발표했다.
특정 백혈구가 박테리아와 같은 유해한 신체를 집어삼키고 파괴할 수 있다는 그의 이론은 루이 파스퇴르, 에밀 폰 베링, 그리고 다른 사람들을 포함한 주요 전문가들로부터 회의론에 부딪혔다. 그 당시 대부분의 세균학자들은 백혈구가 병원체를 섭취한 다음 그것들을 몸을 통해 더 퍼지게 한다고 믿었다. 메치니코프가 제시한 가설의 주요 지지자는 루돌프 피르호였는데 그는 메치니코프의 연구를 해부학 및 생리학 및 임상의학 논문집에 발표했다. 메치니코프는 1908년에 식세포의 발견을 통해 노벨상을 수상했다. 그는 에밀 루와 함께 사람들이 성병 가운데 하나인 매독에 걸리는 것을 막기 위해 연고 형태의 칼로멜을 연구했다.
1887년에는 다양한 동물의 혈액에서 분리된 백혈구가 특정한 박테리아로 끌린다는 것을 관찰했다. 특정한 항혈청이 존재하는 상태에서 백혈구를 죽이는 것에 대한 첫 연구는 조제프 드니와 조제프 르클레프에 의해 수행되었고 그 뒤를 이어 1895년부터 1898년 사이에 레옹 마르샹과 멘이 수행했다. W. 라이트는 이 현상을 거의 정량화한 최초의 사람인데 이 현상의 잠재적인 치료적 중요성을 강하게 주장했다. 옵소닌이 존재하는 상황에서 강화된 살상의 설정에서 각각의 역할을 보여줌으로써 소위 유머리스트와 세포주의 입장을 해결하는 것은 1903년 이후에 라이트에 의해 대중화되었다.
이 흡인력은 박테리아에 의해 방출된 가용성 원소 때문이라고 곧 제안되었다(1953년까지 이 영역에 대한 검토는 해리스 참조). 이 중요한 관찰 이후 약 85년이 지난 후에 실험실 연구는 이들 원소가 낮은 분자량(150~1500돌턴)을 가진 N-포름메티오닌-류실-페닐알라닌을 포함한 N-포름올리고펩타이드임을 보여주었다, 그것들은 다양한 복제 그램 양성 박테리아와 그램 음성 박테리아에 의해 만들어진다. 메치니코프의 초기 관찰은 박테리아가 백혈구를 유인하여 병원체에 의한 숙주 침입 부위에 급성 염증의 선천면역 반응을 개시하고 지시하는 중요한 메커니즘을 정의하는 연구의 기초가 되었다.
메치니코프는 또한 콜레라에 대한 자가 실험을 했는데 처음에는 프로바이오틱 개념을 지지했다. 1892년에 프랑스에서 5차 콜레라 범유행이 일어났을 때 메치니코프는 그러한 질병이 감염에 동등하게 노출되었을 때 일부 사람들에게만 영향을 미쳤을 뿐 다른 사람들에게는 영향을 미치지 않았다는 사실에 놀랐다. 그 질병에 대한 감수성의 차이를 이해하기 위해 콜레라 샘플을 마셨는데 결코 아프지 않았다. 그는 2명의 지원자에게 실험을 했는데 1명은 영향을 받지 않았고 다른 1명은 거의 죽을 뻔했다. 그는 콜레라 감염의 차이가 장내 미생물의 차이 때문이라는 가설을 세웠고 유익한 미생물을 많이 가진 사람들이 더 건강할 것이라고 추측했다.
노화와 관련된 문제는 메치니코프의 논문에서 중요한 위치를 차지했다. 메치니코프는 노화가 장내 독성 박테리아에 의해 발생하며 락트산(젖산)이 수명을 연장시킬 수 있다는 이론을 개발했다. 그는 불가리아의 농부들이 장수하는 이유는 불가리아 박테리아(현재는 락토바킬루스 델브루에키이아종 불가리쿠스(Lactobacillus delbrueckii subsp. bulgaricus)라고 부름)를 포함한 요구르트 섭취 덕분이라고 말했다. 메치니코프는 자신의 이론을 입증하기 위해 평생 동안 매일 시큼한 우유를 마셨다고 한다. 이 주제에 대한 그의 과학적 추론은 그의 저서인 《인간의 본성: 낙관주의 철학에서의 연구》(1903년)에 게재되었고 《생명의 연장: 낙관주의 연구》(1907년)에서는 보다 표현적인 내용이 등장했다. 그는 또한 락토바킬루스 델브루에키이아종 불가리쿠스와 같은 유산균의 잠재적인 수명 연장 특성을 지지했다. 그가 "오르토비오시스"(orthobiosis)라고 불렀던 프로바이오틱이라는 개념은 그의 평생 동안에 걸쳐 영향력이 있었지만 실험적 증거가 등장한 1990년대 중반까지 무시되었다.

## 수상과 표창
메치니코프는 1867년에 알렉산드르 코발렙스키와 함께 카를 에른스트 폰 베어 상을 수상했다. 1908년에는 파울 에를리히와 함께 노벨 생리학·의학상을 수상했다. 1906년에는 영국 케임브리지 대학교에서 명예 학위를 수여받았고 1906년에는 영국 왕립학회의 코플리 메달을 수여받았다. 그는 프랑스 파리 의학 아카데미와 러시아 상트페테르부르크 과학·의학 아카데미에서 명예 회원 자격을 얻었다. 1911년에 설립된 레닌그라드 의료 위생 연구소는 2011년에 상트페테르부르크 주립 의학 아카데미와 합병되어 메치니코프의 이름을 딴 북서부 국립의과대학이 되었다. 우크라이나 오데사에는 I. I. 메치니코프 국립대학교가 있다.

## 사생활과 관점

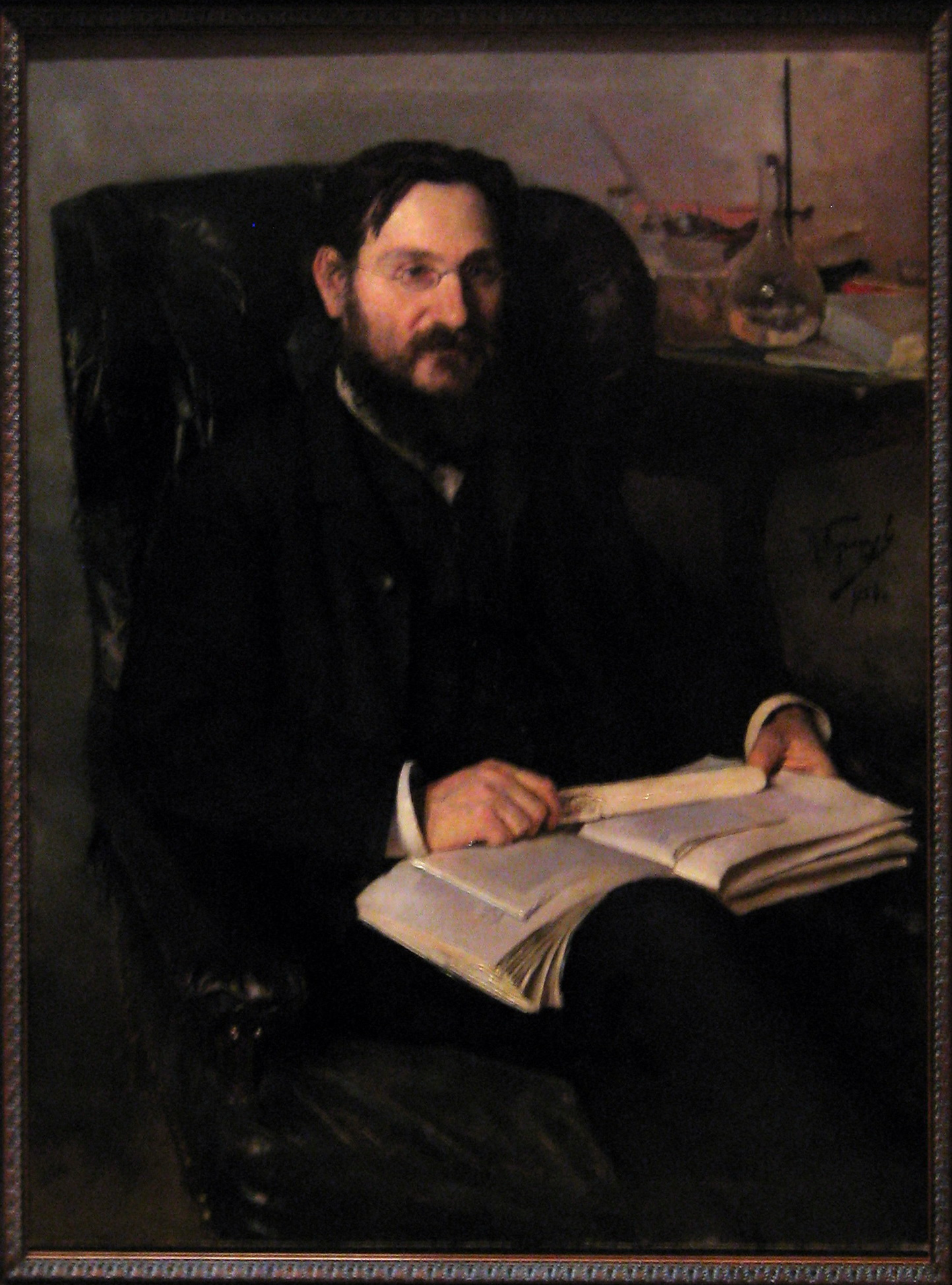
니콜라이 쿠즈네초프가 그린 메치니코프의 초상화

메치니코프는 1869년에 1번째 부인인 류드밀라 표도로비치와 결혼했는데 류드밀라는 1873년 4월 20일에는 결핵으로 사망했다. 그의 죽음은 다른 문제들과 함께 메치니코프가 자살을 시도하게 만들고 많은 양의 아편을 복용하게 만들었다. 1875년에는 자신의 제자였던 올가 벨로코피토바와 결혼했다. 올가는 1885년에 심각한 장티푸스를 앓았는데 이것은 그의 2번째 자살 시도로 이어졌다. 메치니코프는 자신한테 재귀열을 일으키는 스피로헤테를 주사했다. 올가 벨로코피토바는 1944년에 프랑스 파리에서 장티푸스로 사망했다.
메치니코프는 러시아 정교회에서 세례를 받았음에도 불구하고 무신론자였다. 그는 찰스 다윈의 진화론에 큰 영향을 받았다. 그는 기센에서 프리츠 뮐러가 쓴 《다윈을 위하여》라는 책을 처음 읽었다. 이로부터 그는 자연 선택과 에른스트 헤켈이 제시한 생물유전학 법칙의 지지자가 되었다. 그의 과학적 업적과 이론은 다윈주의에서 영감을 받았다.
메치니코프는 1916년에 프랑스 파리에서 심장마비로 사망했다. 그의 유언에 따라 그의 시신은 의학 연구에 사용되었고 나중에 페르 라셰즈 묘지 화장장에서 화장되었다. 그의 유골함은 파스퇴르 연구소 도서관에 보관되어 있다.

## 출판물
메치니코프는 다음과 같이 주목할만한 책과 논문을 썼다.
- 《염증의 비교병리학 강의》 (1892년)
- 《전염병에 대한 면역》 (1901년)
- 《인간의 본성》 (1903년)
- 《감염성 질병의 면역》 (1905년)
- 《새로운 위생: 전염병 예방에 관한 3가지 강의》 (1906년)
- 《생명의 연장: 낙관주의 연구》 (1907년)
- “Этюды оптимизма” [낙천주의 습작]. 《Научного слова [과학적 단어]》 2판 (Moscow). 1909년.
- “Этюды о природе человека” [Etudes About Human Nature]. 《Научного слова [과학적 단어]》 4판 (Moscow). 1913년  – psychlib.ru 경유.
- “Основатели современной медицины. Пастер — Листер — Кох” [현대 의학의 창시자: 파스퇴르 - 리스터 - 코흐]. 《Научного слова》 (Moscow). 1915년  – dlib.rsl.ru 경유.

## 기타
1995년에 대한민국의 유제품 제조 기업인 한국야쿠르트(현재의 hy)가 그의 이름을 딴 발효유 브랜드인 메치니코프를 출시했다.

## 참고 문헌
- Breathnach, C S (September 1984). “Biographical sketches—No. 44. Metchnikoff”. 《Irish medical journal》 (Ireland) 77 (9): 303. ISSN 0332-3102. PMID 6384135.
- de Kruif, Paul (1996). 《Microbe Hunters》. San Diego: A Harvest Book. ISBN 978-0-15602-777-9.
- Deutsch, Ronald M. (1977). 《The new nuts among the berries》. Palo Alto, CA: Bull Pub. Co. ISBN 0-915950-08-1.
- Fokin, Sergei I. (2008). 《Russian scientists at the Naples zoological station, 1874 - 1934》. Napoli: Giannini. ISBN 978-8-8743-1404-1.
- Gourko, Helena; Williamson, Donald I.; Tauber, Alfred I. (2000). 《The Evolutionary Biology Papers of Elie Metchnikoff》. Dordrecht: Springer Netherlands. ISBN 978-94-015-9381-6.
- Karnovsky, M L (May 1981). “Metchnikoff in Messina: a century of studies on phagocytosis”. 《N. Engl. J. Med.》 (United States) 304 (19): 1178–80. doi:10.1056/NEJM198105073041923. ISSN 0028-4793. PMID 7012622.
- Lavrova, L N (September 1970). “[I. I. Mechnikov and the significance of his legacy for the development of Soviet science (on the 125th anniversary of his birth)]”. 《Zh. Mikrobiol. Epidemiol. Immunobiol.》 (USSR) 47 (9): 3–5. ISSN 0372-9311. PMID 4932822.
- Schmalstieg Frank C, Goldman Armond S (2008). “Ilya Ilich Metchnikoff (1845–1915) and Paul Ehrlich (1854–1915)  The centennial of the 1908 Nobel Prize in Physiology or Medicine”. 《Journal of Medical Biography》 16 (2): 96–103. doi:10.1258/jmb.2008.008006. PMID 18463079.
- Tauber AI (2003). “Metchnikoff and the phagocytosis theory”. 《Nature Reviews Molecular Cell Biology》 4 (11): 897–901. doi:10.1038/nrm1244. PMID 14625539.
- Zalkind, Semyon (2001) [1957]. 《Ilya Mechnikov: His Life and Work》. The Minerva Group, Inc. ISBN 0-89875-622-7.
- Immunity: How Elie Metchnikoff Changed the Course of Modern Medicine Hardcover – April 1, 2016